# Auferstehung Unseres Herrn Jesus Christus (Marktsteft)

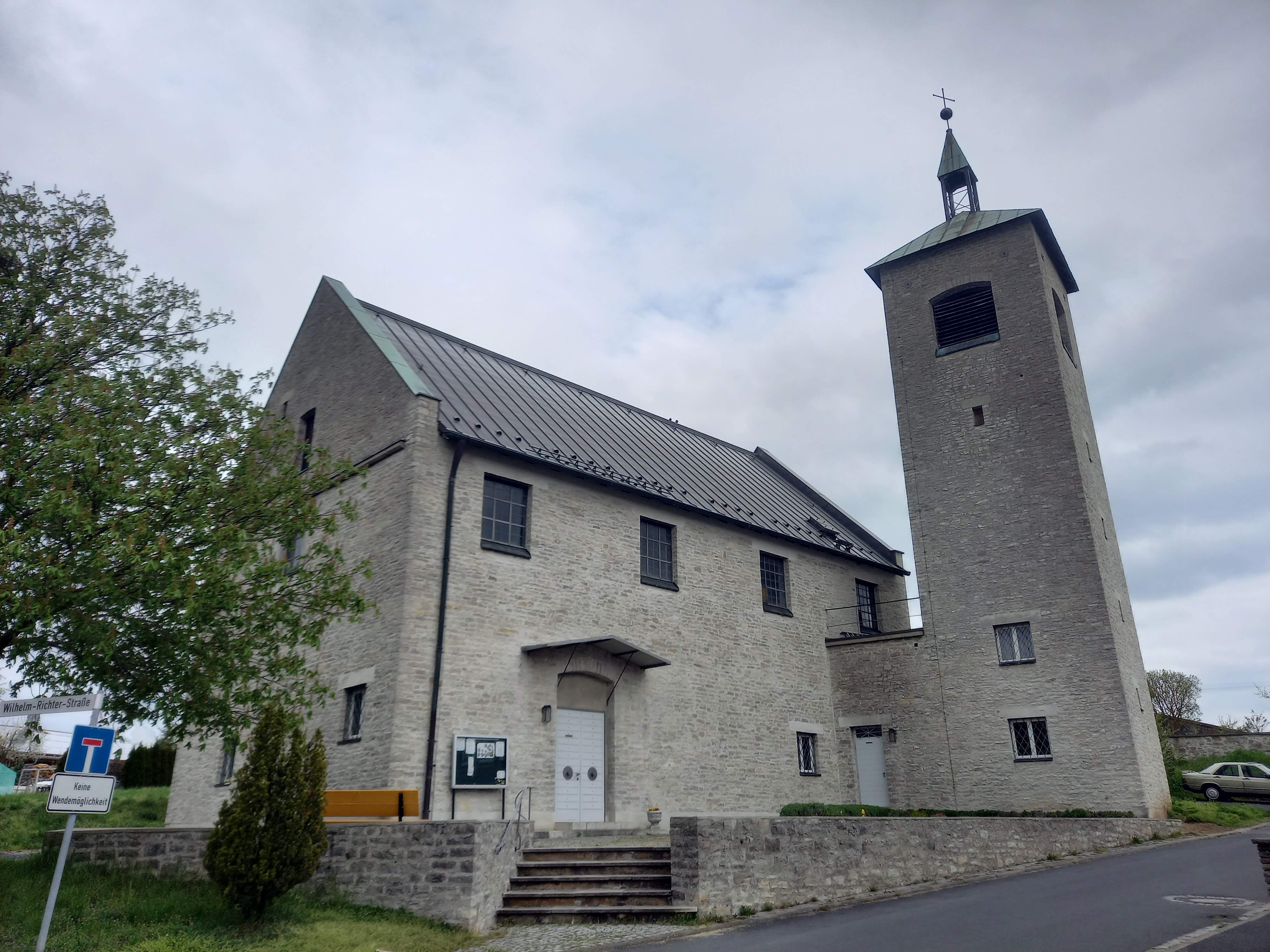
Katholische Auferstehungskirche in Marktsteft

Die Kirche zur Auferstehung Unseres Herrn Jesus Christus ist die katholische Filialkirche der unterfränkischen Stadt Marktsteft. Das Gotteshaus steht im Osten des Ortes am Oberhölzleinsweg. Es gehört zum Dekanat Kitzingen.

## Geschichte
In Marktsteft bestand bereits früh eine christliche Gemeinde. Zunächst wurde ein Gotteshaus als Eigenkirche der Grafen zu Castell errichtet. Die Kirche wurde in der ersten Hälfte des 14. Jahrhunderts zur Pfarrkirche erhoben, sie ist dem heiligen Stephan geweiht. Im Jahr 1534 trieb der Markgraf Georg von Brandenburg-Ansbach-Kulmbach die Reformation in seinen Besitzungen voran, zu denen nun auch Marktsteft gehörte. Der Ort ist überwiegend evangelisch-lutherisch geprägt.
Erst im 19. Jahrhundert siedelten sich wieder verstärkt Katholiken in Marktsteft an. Sie wurden zunächst ab spätestens 1857 vom katholischen Pfarrer aus der Sulzfelder Sebastianskirche seelsorgerisch betreut. Seit den 1960er Jahren trieb die Gemeinde die Errichtung eines eigenen Gotteshauses voran. So konnte am 17. Juni 1963 der Grundstein für die neue Kirche gelegt werden, die Benediktion übernahm am 20. Juni 1964 der Sulzfelder Pfarrer Rudolf Aurich. Seit dem Jahr 1994 übernahm die Pfarrei St. Ludwig in Marktbreit die Betreuung.

## Architektur
Die Kirche entstand als zweigeschossiger Bau auf einer Anhöhe im Osten der Stadt. Die Pläne für die Auferstehungskirche zeichneten die Münchner Architekten Hans Döllgast und Irmgard Güssow. Im Untergeschoss ist ein Saal untergebracht, in dem gemeindliche Veranstaltungen abgehalten werden. Die eigentliche Kirche befindet sich im Oberen Stockwerk. Der Kirchturm hat vier Geschosse, er wurde als Campanile in einiger Entfernung zum eigentlichen Gotteshaus ausgeführt. Ein Verbindungsgang bildet den Übergang zwischen Kirche und Turm.

## Ausstattung

Kirchenraum im oberen Stockwerk, Blick zum Altar

Im Inneren überwiegt die Ausstattung der Errichtungszeit. Älter sind lediglich zwei Figuren Gottvaters und der Muttergottes aus dem 18. Jahrhundert. Im Jahr 1864 schuf G. Angert die 14 Stationen des Kreuzweges. Den Mittelpunkt der Auferstehungskirche bildet der schlichte Volksaltar aus Muschelkalk. Er wurde am 21. Juni 1964 vom Würzburger Weihbischof Alfons Kempf geweiht. Das Tabernakel und das Altarkreuz schuf der Würzburger Künstler Michael Amberg. Der Ambo ist aus Holz.
Eine Besonderheit der Marktstefter Kirche sind die Altarfenster aus Glasbeton. Sie durchlichten den Kirchenraum und sorgen gleichzeitig für die künstlerische Gestaltung. Die Darstellung des Auferstandenen Christus wurde von Max Spielmann aus Innsbruck gearbeitet und in den 1960er Jahren eingebaut. Statt einer Orgel schaffte die Gemeinde ein Harmonium der Firma Franz Heissler an, das im Jahr 1996 im Kircheninneren aufgestellt wurde.
2016 wurden drei neue Glocken angeschafft. Bis dahin hatte die Kirche kein Geläut.